# Michel Augusto
Michel Natan Felix Augusto (ur. 9 listopada 2004) – brazylijski judoka, olimpijczyk z Paryża (2024), gdzie zajął dziewiąte miejsce.

## Życiorys
Uczestnik mistrzostw świata w 2024. Startował w Pucharze Świata 2022 i 2023. Triumfator igrzysk panamerykańskich w 2023. Brązowy medalista igrzysk Ameryki Południowej w 2022 i pierwszy w drużynie. Wygrał mistrzostwa panamerykańskie w 2024 i 2025; trzeci w 2023 roku.
W 2024 roku wziął udział w Letnich Igrzyskach Olimpijskich w Paryżu, gdzie w rywalizacji judoków do 60 kilogramów odpadł w drugiej rundzie z Ryūju Nagayamą z Japonii.